# Jörg Auf dem Hövel
Jörg Auf dem Hövel (* 7. Dezember 1965) ist Politikwissenschaftler und arbeitet als freier Journalist u. a. für die Telepolis, den Spiegel und Der Freitag.

## Leben
Auf dem Hövel wurde 2001 an der Philosophischen Fakultät der Universität Hamburg mit einem Thema zur Politisierung der öffentlichen Verwaltung promoviert.
Im Onlinemagazin Telepolis schrieb er im Blog Übermensch, welches die Verbesserung, Erweiterung und Ablösung des Menschen thematisiert.

## Publikationen (Auswahl)

### Buchveröffentlichungen
- Zusammen mit Thorsten Faltings: Der WordPress-Workshop, Elbnetz, Hamburg 2016
- Politisierung der öffentlichen Verwaltung, Leske + Budrich, Opladen 2003, ISBN 978-3-8100-3818-0
- Abenteuer Künstliche Intelligenz, discorsi, Hamburg 2002, ISBN 978-3-936931-44-0
- Pillen für den besseren Menschen, dpunkt, 2008, ISBN 978-3-936931-44-0

### Beiträge
- Das normalisierte Drogenparadies am Ende Europas, in: Gerlach, R.; Stöver, H. (Hrsg., 2012): Entkriminalisierung von Drogenkonsumenten – Legalisierung von Drogen. Fachhochschulverlag Frankfurt/M. Bd. 32, S. 189–193.
- Politisierung der öffentlichen Verwaltung durch Parteien? Ursachenforschung und normative Debatte, in: Zeitschrift für Parlamentsfragen, 1/1996, S. 82–95.